# Agriotes lineatus
Agriotes lineatus là một loài bọ cánh cứng trong họ Elateridae, phân họ Agriotinae. Nó dài 7,5 đến 10,5 mm. Những con cái đẻ trứng đơn lẻ, nhưng đôi khi đẻ trong các nhóm nhỏ. Ấu trùng sống trong đất và cần 4-5 năm để hóa nhộng. Ấu trùng ăn rễ cây, cỏ, hoặc lá của các loại cây họ đậu. Đây là một trong các loài gây hại nguy hiểm nhất đối với cây trồng, đặc biệt là ngũ cốc, thuốc lá, ngô và mía.